# Astrit Rabinowitsch
Astrit Rabinowitsch (* 15. Februar 1953 in Wiesenburg, Kreis Belzig, DDR) ist eine deutsche Politikerin (Die Linke).

## Lebensweg
Rabinowitsch ist von Beruf Kunst- und Deutschlehrerin. Von 1993 bis 2004 war sie und seit 2016 ist sie wieder Vorsitzende der Partei Die Linke im Landkreis Potsdam-Mittelmark. Sie war Mitglied des Kreistages, wo sie Vorsitzende des Sozialausschusses war. Außerdem war sie Mitglied des Präsidiums des Kreistages.
Von 2005 bis 2007 war Rabinowitsch Mitglied des Bundesparteirates der Partei Die Linke.
Bei der Wahl des Landtags Brandenburg 2009 erreichte Rabinowitsch im Wahlkreis 18 hinter Günter Baaske (SPD) mit 24,2 Prozent der Erststimmen den zweiten Platz und zog nicht ins Landesparlament ein. Erst als Kornelia Wehlan ihr Mandat niederlegte und der erste Nachrücker Gerald Klier sein Mandat nicht antreten konnte, rückte sie ins Parlament nach.
Rabinowitsch ist verheiratet, hat 3 Töchter und wohnt in Wiesenburg.